# Chuki (calciatore)
Chuki, pseudonimo di Iván San José Cantalejo (Valladolid, 29 aprile 2004), è un calciatore spagnolo, centrocampista del Real Valladolid.

## Carriera

### Club
Chuki è cresciuto nel settore giovanile del Real Valladolid ed ha debuttato con la squadra B il 28 agosto 2021 nell'incontro di Segunda División B pareggiato 1-1 contro il CD Logroñés.
Ha esordito in prima squadra il 1º novembre 2023 nell'incontro di Coppa del Re vinto 5-1 contro il Peña Deportiva; nella stagione 2024-2025 esordisce nella prima divisione spagnola.

### Nazionale
Ha giocato nella nazionale spagnola Under-18.

## Statistiche

### Presenze e reti nei club
Statistiche aggiornate al 25 gennaio 2025
| Stagione        | Squadra           | Campionato      | Campionato | Campionato | Coppe nazionali | Coppe nazionali | Coppe nazionali | Coppe continentali | Coppe continentali | Coppe continentali | Altre coppe | Altre coppe | Altre coppe | Totale | Totale | Totale |
| Stagione        | Squadra           | Comp            | Pres       | Reti       | Comp            | Pres            | Reti            | Comp               | Pres               | Reti               | Comp        | Pres        | Reti        | Pres   | Reti   |        |
| --------------- | ----------------- | --------------- | ---------- | ---------- | --------------- | --------------- | --------------- | ------------------ | ------------------ | ------------------ | ----------- | ----------- | ----------- | ------ | ------ | ------ |
| 2021-2022       | Real Valladolid B | PDR             | 13         | 2          | -               | -               | -               | -                  | -                  | -                  | -           | -           | -           | 13     | 2      |        |
| 2022-2023       | Real Valladolid B | SF              | 28         | 8          | -               | -               | -               | -                  | -                  | -                  | -           | -           | -           | 28     | 8      |        |
| 2023-2024       | Real Valladolid B | SF              | 24         | 6          | -               | -               | -               | -                  | -                  | -                  | -           | -           | -           | 24     | 6      |        |
| 2023-2024       | Real Valladolid   | SD              | 0          | 0          | CR              | 1               | 0               | -                  | -                  | -                  | -           | -           | -           | 0      | 0      |        |
| 2024-2025       | Real Valladolid   | PD              | 15         | 1          | CR              | 1               | 0               | -                  | -                  | -                  | -           | -           | -           | 16     | 1      |        |
| Totale carriera | Totale carriera   | Totale carriera | 80         | 17         |                 | 2               | 0               |                    | -                  | -                  |             | -           | -           | 82     | 17     |        |